# Domenico Capacci
Domenico Capacci (Nápoles, 1694 - 1736) foi um religioso da Companhia de Jesus, astrónomo e cartógrafo.
Juntamente com o também jesuíta Diogo Soares, procederam no Brasil a uma extensa renovação em termos de cartografia. Os chamados "padres matemáticos" produziram, em uma década de trabalho, uma expressiva série de cartas da costa sul brasileira, com base em observações astronómicas de latitudes e longitudes.

## Biografia
João V de Portugal, estando ciente dos progressos nas técnicas da cartografia, nomeadamente em França e na Itália, determinou a contratação de dois matemáticos astrónomos genoveses, os jesuítas Giovanni Baptista Carbone e Domenico Capacci (ou Domingos Capassi). Os religiosos chegaram a Lisboa em setembro de 1722.
A sua primeira incumbência foi a instalação de um observatório astronómico no Colégio de Santo Antão em Lisboa. Enquanto o padre Carbone permanecia na Corte, onde se tornou um importante conselheiro e mesmo Secretário particular do soberano, Capacci realizou trabalhos de campo, visando o levantamento topográfico de Portugal.
Diante da crescente importância das remessas de ouro brasileiro para o Reino, e da descoberta de diamantes (1729), a demanda por novos mapas daquela colónia tornou-se imperiosa, delineando-se o projeto do "Novo Atlas da América Portuguesa", conforme Alvará-régio datado de 18 de novembro de 1729, para o vice-rei e demais governadores do Brasil:
"(...) Hei por bem do meu serviço e muito conveniente ao governo e defensa do mesmo Estado, boa administração da justiça, arrecadação das minhas fazendas; e para se evitarem as dúvidas e controvérsias que se tem originado dos novos descobrimentos, que se tem feito nos sertões daquele Estado, de poucos anos a esta parte, fazerem-se mapas das terras do dito Estado, não só pela marinha, mas também pelos sertões, com toda distinção, para melhor se assinalem e conheçam os distritos de cada bispado, governo, capitania, comarca e doação; para esta diligência nomeei dois religiosos da Companhia de Jesus, peritos nas matemáticas, que são Diogo Soares e Domingos Capassi, que mando na presente ocasião para o Rio de Janeiro." (CORTESÃO, Jaime. História do Brasil nos Velhos Mapas, t. 2, p. 213-214).
Os religiosos partiram para o Brasil em 1729, tendo chegado ao Rio de Janeiro em fevereiro de 1730. A primeira providência de ambos foi a de montar um observatório astronômico no Colégio dos Jesuítas do Rio de Janeiro, no morro do Castelo, e determinar o meridiano do Rio de Janeiro através das tabelas de Cassini, uma vez que os espanhóis e outras nações interessadas na localização de certos acidentes geográficos, em especial as minas de ouro, não teriam como identificar a posição dos mesmos em relação aos então tradicionais meridianos de referência, a saber, o meridiano de Paris ou o meridiano da Ilha do Ferro.
Em 1732, acredita-se que ao final do ano, viajaram para as Minas Gerais, onde tiveram acesso às chamadas "notícias práticas" de sertanistas experientes, uma das quais, sobre os primeiros descobrimentos de ouro, é datada de 2 de janeiro de 1733 e assinada pelo Mestre-de-Campo José Rebelo Perdigão (TAUNAY. Relatos Sertanistas, p. 162) secretário do governador Artur de Sá e Menezes (1697 – 1702). Entre 1732 e 1735 elaboraram um conjunto de quatro mapas que cobrem desde a região das minas de ouro, ao sul das Minas Gerais, até ao Serro Frio, local das descobertas dos diamantes, ao norte. Neles apresentam praticamente todos os arraiais e vilas existentes na região à época.
Em 1737 eles deram por concluído o levantamento das coordenadas dos principais portos no extremo sul da colônia Brasil, a nova Capitania de São Pedro do Rio Grande do Sul.